# Dudley George Little
Pour les articles homonymes, voir Dudley Little et Little.
Dudley George Little (9 juin 1914-14 octobre 1972) est un homme politique canadien de la Colombie-Britannique. Il est député provincial créditiste de la circonscription britanno-colombienne de Skeena de 1960 à 1972.

## Biographie
Né à Terrace en Colombie-Britannique, Little étudie sur place. Il entame une carrière publique en siégeant au conseil municipal de Terrace. Il est aussi propriétaire d'une entreprise de matériaux de construction.
Il meurt à Terrace en octobre 1972.
Le canyon Little (en) du fleuve Skeena est nommé en son honneur.